# АНТ-20
АНТ-20 «Максим Горький» — радянський агітаційний, пасажирський багатомістний, 8-двигунний літак, найбільший літак свого часу із сухопутним шасі. Перший літак збудований на авіаційному заводі міста Вороніж у 1934 році, але зазнав аварії в 1935 під час демонстраційного польоту. Другий літак, дещо спрощений, порівняно з першим, завершили в 1938. Він розбився в 1942.

## Розробка
У жовтні 1932 в групі письменників і журналістів, яку очолював М. Є. Кольцов, в день 40-річного ювілею літературної діяльності Максима Горького народилася ідея побудувати агітлітак, назвавши його на честь письменника «Максим Горький». Був створений Всесоюзний комітет з будівництва літака, по всій країні було організовано збирання грошей на будівництво, що дало в короткий термін близько 6 млн рублів. Комітет організував в своєму складі Технічну раду під головуванням начальника ЦАГІ М. М. Харламова, якому доручив визначити вигляд майбутнього літака і розробити технічні вимоги, виходячи з призначення літака.

## Конструкція
АНТ-20 відрізнявся від ТБ-4 (АНТ-16) тільки розмірами і мав на 1500 кг більше корисного навантаження, а також міг експлуатуватися із відносно невеликих аеродромів. Довжина розбігу при злеті повинна була складати всього 300—400 м (замість 800 м у ТБ-4). У зв'язку з цим було спроектовано нове крило, яке мало більшу площу і подовження, ніж крило ТБ-4. Майже вся поверхня була гофрована.
Особлива увага приділялася інтер'єру і комфорту на борту. У салоні були встановлені просторі крісла, на підлозі лежали килими, ілюмінатори були закриті фіранками, а перед кріслами встановили столики з настільними лампами. Також були спальні каюти, бібліотека, багажне відділення, умивальники, туалети і буфет з холодними і гарячими закусками.

## Польоти

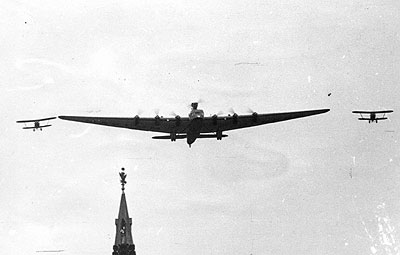
АНТ-20 в супроводі двох І-5 над Червоною площею

## Катастрофа АНТ-20 «Максим Горький»
Під час демонстраційного польоту 18 травня 1935, зазнав катастрофи на центральному аеродромі Москви.

## АНТ-20 біс (ПС-124)

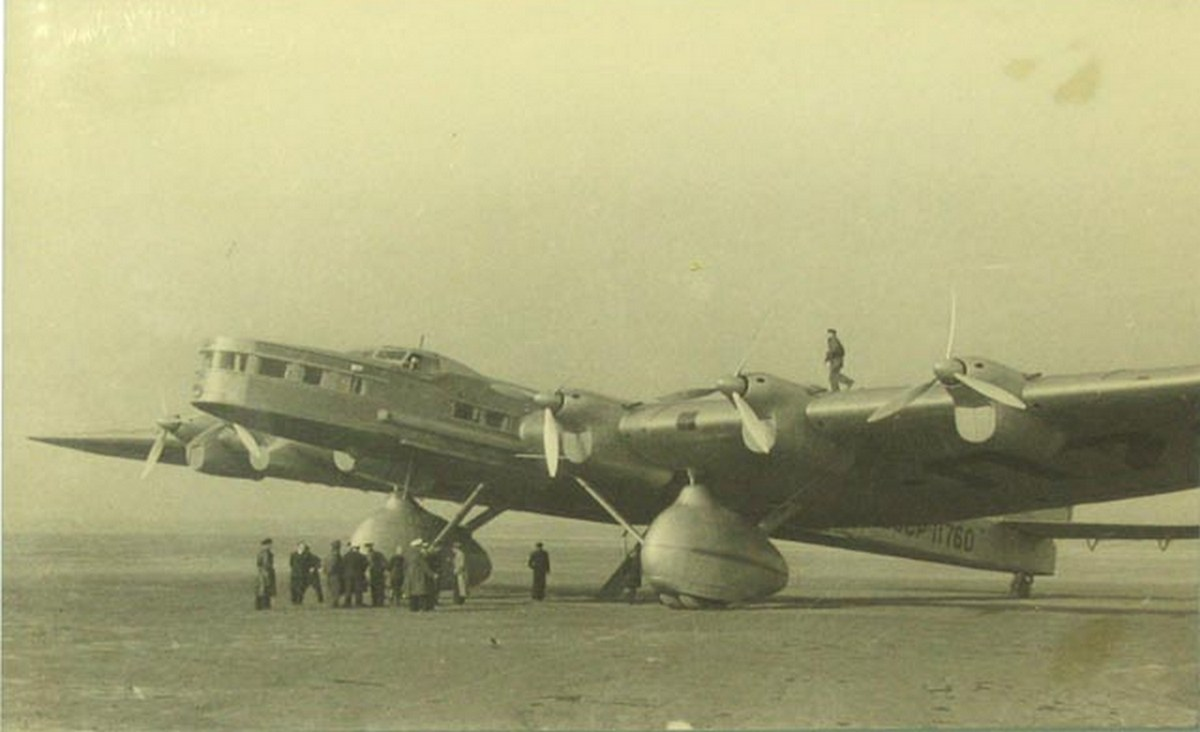
АНТ-20 біс — другий літак серії

Після аварії АНТ-20 «Максим Горький», вирішено збудувати покращений варіант — АНТ-20 біс. Була прибрана тандемна установка і вісім М-34ФРН замінені на шість М-34ФРНВ потужністю 1000/1200 к.с. кожний. Будівництво нового літака завершилось в 1938, випробовував його також М. М. Громов.
14 грудня 1942 він розбився при посадці в 60 км від Ташкенту, налітавши 272 години.

## Додатково
- В крилах були розташовані двоярусні ліжка для відпочинку.
- Вперше в СРСР був використаний автопілот.
- Радянський художник В. В. Купцов зобразив АНТ-20 на одній зі своїх найвідоміших картин.